# مهدی شیری (بازیکن فوتبال)
مهدی شیری (زادهٔ ۱۱ بهمن ۱۳۶۹) یک بازیکن فوتبال اهل ایران است که در پست هافبک میانی برای باشگاه فوتبال تراکتور در لیگ برتر خلیج فارس بازی می‌کند.
شیری در تیم‌های نیروی زمینی، ملوان، نفت تهران، پیکان، پرسپولیس و فولاد خوزستان بازی کرده‌است. او در ۱ خرداد ۱۳۹۷ با قراردادی دو ساله به تیم فوتبال پرسپولیس پیوست و پس از یک فصل موفق که با پرسپولیس داشت توسط مارک ویلموتس به تیم ملی دعوت شد.

## باشگاهی حرفه‌ای

### ملوان بندر انزلی
شیری در لیگ سیزدهم، در لیگ و جام حذفی برای انزلی‌چی‌ها به میدان رفت.

### نفت تهران
او پس از پشت سر گذاشتن دوران سربازی، راهی تیم فوتبال نفت تهران شد و فصل‌هایی نسبتاً موفق را در این تیم گذراند.

### پیکان تهران
شیری در فصل نخست حضورش در تیم فوتبال پیکان، ۲۴ بازی و در دومین فصل نیز در همهٔ بازی‌ها به جز یکی در ترکیب این تیم قرار گرفت. مجید جلالی علاوه بر دفاع راست، از او در پست‌های هافبک دفاعی، هافبک راست و وینگر راست هم استفاده کرد. با این حال او بیشتر در پست دفاع راست به میدان رفت.

### پرسپولیس تهران

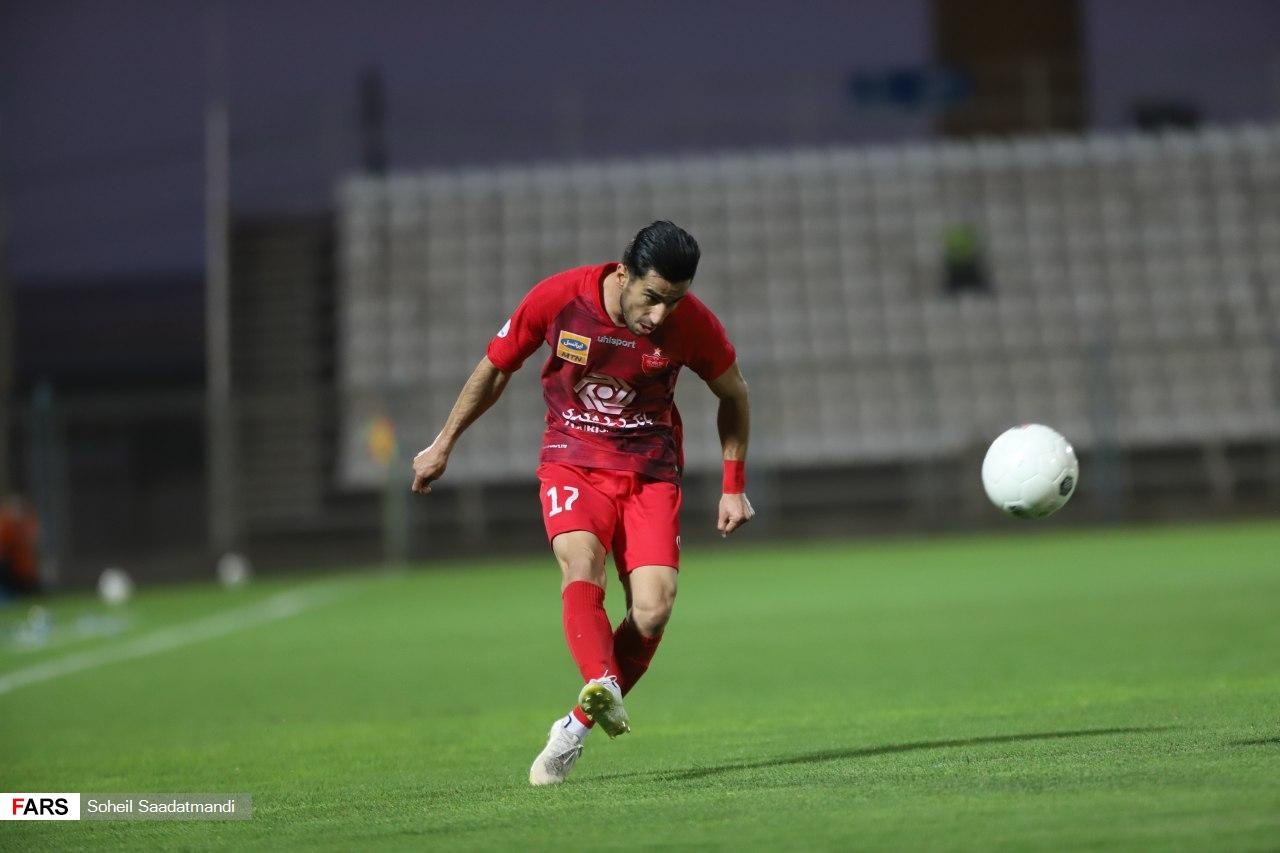
شیری در حال بازی برای پرسپولیس در سال ۲۰۲۰

شیری در ۱ خرداد ۱۳۹۷ با قراردادی دوساله به تیم فوتبال پرسپولیس پیوست. نخستین بازی شیری در لیگ برتر برای پرسپولیس، در برابر پدیده خراسان بود و او در همان حضورهای نخست خود در ترکیب تیم جدیدش، توانست پاس گل ثبت کند.
در مرداد ۱۴۰۰ قرارداد شیری برای دو فصل دیگر با پرسپولیس تمدید شد. اما بعدها گونهٔ بازی وی در چند مرحله مورد نقد رسانه‌ها قرار گرفت و در نهایت نیز در ۱۹ بهمن ۱۴۰۰ از فهرست این تیم بیرون گذاشته شد. او پس از فسخ قراردادش برای پرسپولیس آرزوی موفقیت کرد و مصاحبه دیگری نکرد.
وی در بهمن ۱۴۰۰ قرارداد خود را با این تیم فسخ و به‌طور رسمی از این تیم جدا شد.

### فولاد خوزستان
شیری در ۲۳ بهمن ۱۴۰۰ با قراردادی یک و نیم ساله به تیم فولاد خوزستان پیوست.

### تراکتورسازی تبریز
شیری در ۳ تیر ۱۴۰۲ با قراردادی به تیم تراکتور پیوست.

## آمار باشگاهی
- تا تاریخ ۹ دی ۱۴۰۲

| عملکرد باشگاهی  | عملکرد باشگاهی  | عملکرد باشگاهی  | لیگ برتر | لیگ برتر | جام حذفی | جام حذفی | آسیا | آسیا | سوپر جام | سوپر جام | مجموع | مجموع |
| فصل             | تیم             | لیگ             | بازی     | گل       | بازی     | گل       | بازی | گل   | بازی     | گل       | بازی  | گل    |
| --------------- | --------------- | --------------- | -------- | -------- | -------- | -------- | ---- | ---- | -------- | -------- | ----- | ----- |
| ۹۳–۱۳۹۲         | ملوان           | لیگ برتر        | ۲۱       | ۰        | ۲        | ۰        | _    | _    | _        | _        | ۲۳    | ۰     |
| مجموع ملوان     | مجموع ملوان     | مجموع ملوان     | ۲۱       | ۰        | ۲        | ۰        | _    | _    | _        | _        | ۲۳    | ۰     |
| ۹۴–۱۳۹۳         | نفت تهران       | لیگ برتر        | ۲۵       | ۰        | ۳        | ۰        | ۹    | ۰    | _        | _        | ۳۷    | ۰     |
| ۹۵–۱۳۹۴         | نفت تهران       | لیگ برتر        | ۲۹       | ۰        | ۳        | ۰        | ۱    | ۰    | _        | _        | ۳۳    | ۰     |
| مجموع نفت تهران | مجموع نفت تهران | مجموع نفت تهران | ۵۴       | ۰        | ۶        | ۰        | ۱۰   | ۰    | _        | _        | ۷۰    | ۰     |
| ۹۶–۱۳۹۵         | پیکان           | لیگ برتر        | ۲۷       | ۲        | ۰        | ۰        | _    | _    | _        | _        | ۲۷    | ۲     |
| ۹۷–۱۳۹۶         | پیکان           | لیگ برتر        | ۲۹       | ۵        | ۱        | ۰        | _    | _    | _        | _        | ۳۰    | ۵     |
| ۹۸–۱۳۹۷         | پیکان           | لیگ برتر        | ۱۳       | ۱        | ۰        | ۰        | _    | _    | _        | _        | ۱۳    | ۱     |
| مجموع پیکان     | مجموع پیکان     | مجموع پیکان     | ۶۹       | ۸        | ۱        | ۰        | _    | _    | _        | _        | ۷۰    | ۸     |
| ۹۸–۱۳۹۷         | پرسپولیس        | لیگ برتر        | ۱۴       | ۰        | ۴        | ۰        | ۶    | ۰    | _        | _        | ۲۴    | ۰     |
| ۹۹–۱۳۹۸         | پرسپولیس        | لیگ برتر        | ۲۷       | ۰        | ۴        | ۰        | ۲    | ۰    | _        | _        | ۳۳    | ۰     |
| ۱۴۰۰–۱۳۹۹       | پرسپولیس        | لیگ برتر        | ۲۳       | ۱        | ۳        | ۰        | ۷    | ۰    | ۱        | ۰        | ۳۴    | ۱     |
| ۰۱–۱۴۰۰         | پرسپولیس        | لیگ برتر        | ۱۶       | ۰        | ۱        | ۰        | ۱    | ۰    | ۱        | ۰        | ۱۹    | ۰     |
| مجموع پرسپولیس  | مجموع پرسپولیس  | مجموع پرسپولیس  | ۸۱       | ۱        | ۱۲       | ۰        | ۱۶   | ۰    | ۲        | ۰        | ۱۱۰   | ۱     |
| ۰۱–۱۴۰۰         | فولاد           | لیگ برتر        | ۱۲       | ۱        | ۰        | ۰        | ۸    | ۰    | _        | _        | ۲۰    | ۱     |
| ۰۲–۱۴۰۱         | فولاد           | لیگ برتر        | ۲۷       | ۰        | ۲        | ۰        | _    | _    | _        | _        | ۲۹    | ۰     |
| مجموع فولاد     | مجموع فولاد     | مجموع فولاد     | ۳۹       | ۱        | ۲        | ۰        | ۸    | ۰    | _        | _        | ۴۹    | ۱     |
| ۰۳–۱۴۰۲         | تراکتور         | لیگ برتر        | ۱۱       | ۰        | ۰        | ۰        | ۱    | ۰    | _        | _        | ۱۲    | ۰     |
| مجموع تراکتور   | مجموع تراکتور   | مجموع تراکتور   | ۱۱       | ۰        | ۰        | ۰        | ۱    | ۰    | _        | _        | ۱۲    | ۰     |
| مجموع آمار      | مجموع آمار      | مجموع آمار      | ۲۷۰      | ۱۰       | ۲۳       | ۰        | ۳۵   | ۰    | ۲        | ۰        | ۳۳۰   | ۱۰    |

## افتخارات

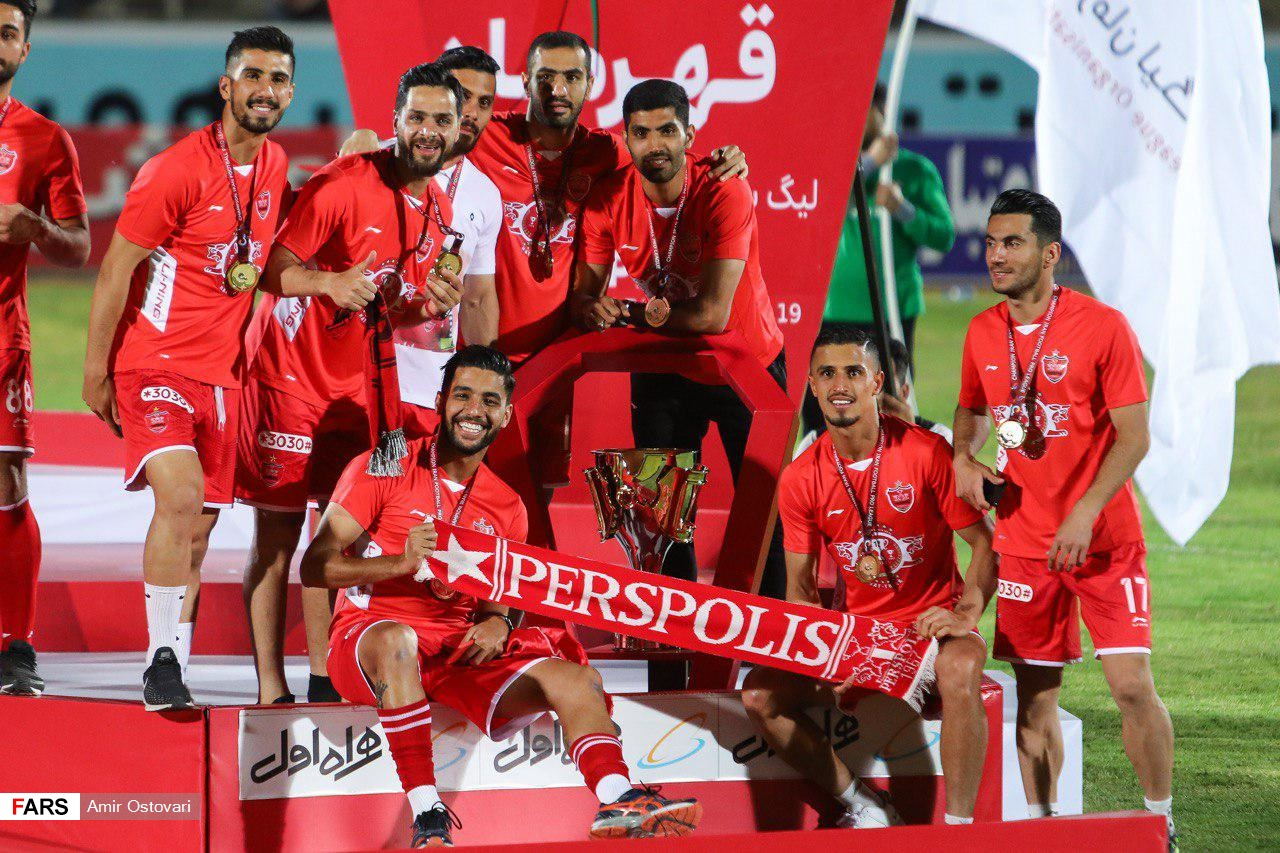
شیری با پرسپولیس در سال ۲۰۱۹

### باشگاهی

#### پرسپولیس
- لیگ برتر (۳ بار): ۹۸–۱۳۹۷، ۹۹–۱۳۹۸، ۱۴۰۰–۱۳۹۹
- جام حذفی (۱): ۹۸–۱۳۹۷
- سوپر جام (۲): ۱۳۹۸، ۱۳۹۹
- لیگ قهرمانان آسیا: نایب‌قهرمان ۲۰۲۰

#### تراکتور
- لیگ برتر خلیج فارس (۱): ۰۴–۱۴۰۳